# Мурас Юнайтед
«Мурас Юнайтед» — киргизский футбольный клуб, базирующийся в городе Джалал-Абад. Выступает в Премьер-лиге Кыргызстана. Принимает матчи на стадионе «Курманбек». Главный тренер — Сергей Пучков (с августа 2025 года).

## История
Клуб основан в 2023 году. Главным тренером был назначен Валерий Березовский. В марте 2023 года «Мурас Юнайтед» был принят в Киргизскую профессиональную футбольную лигу. Накануне старта чемпионата команда стала победителем товарищеского турнира Кубок Нооруз, а на Кубке Ала-Тоо занял третье место.
Первый матч в чемпионате «Мурас Юнайтед» сыграл вничью с «Дордоем» (1:1). Голом в составе «Мурас Юнайтед» отметился Чынгыз Субанов. По итогам первого сезона команда заняла пятое место, а в Кубке Кыргызстана «Мурас Юнайтед» дошёл до финала, где обыграл «Абдыш-Ату» (2:1).
В декабре 2023 года новым главным тренером стал Андрей Канчельскис, заключивший годичный контракт с клубом. По словам российского специалиста перед ним владельцы клуба поставили цель занять первое место в чемпионате. Под его руководством команда в сезоне 2024 года провела 13 матчей (семь побед, две ничьи, три поражения). Последним матчем в качестве наставника киргизской команды для Канчельскиса стала игра 13-го тура против «Дордоя», завершившаяся поражением «Мурас Юнайтед» со счётом 1:3.
Следующим тренером в июле 2024 года был назначен Вячеслав Левчук На тренировке 15 августа Мирбек Ахматалиев сломал челюсть своему партнёру по команде — украинцу Евгению Терзи. После этого Ахматалиев был дисквалифицирован на пять, а «Мурас Юнайтед» досрочно разорвал с ним контракт. Кроме того, был уволен тренерский штаб во главе с Левчуком и спортивный директор клуба.
На замену белорусскому тренеру был назначен Сергей Пучков из Украины, под руководством которого оказалось сразу сразу 7 украинских футболистов. В течение двух недель Пучков готовил команду к финальной игре Кубка Кыргызстана против « Абдыш-Аты», который состоялся 15 сентября 2024 года. Основное время завершилось ничейным счётом 2:2 (в составе «Мурас Юнайтед» дубль оформил Эрнист Батырканов), а в дополнительное время игрок команды Абай Боколеев забил решающий гол на 109-й минуте, позволивший «Мурас Юнайтед» во второй раз подряд завоевать кубок. За победу клуб получил приз в размере 30 тысяч долларов.
Спустя месяц состоялся матч за Суперкубок Кыргызстана, где «Мурас Юнайтед» уступил «Абдыш-Ате» с минимальным счётом (0:1).

## Тренировочная база
Тренировочная база клуба «Мурас Юнайтед» располагается в селе Орок близ Бишкека. Открытие базы состоялось 22 октября 2024 года при участии президента Кыргызстана Садыра Жапарова, президента Кыргызского футбольного союза Камчыбека Ташиева и президента Азиатской футбольной конфедерации Салмана бин Ибрагима Аль-Халифа.

## Достижения
- Обладатель Кубка Кыргызстана: 2023, 2024

## Текущий состав
| №  |                   | Позиция | Имя                   |  |
| -- | ----------------- | ------- | --------------------- |  |
| 1  | Флаг Азербайджана | Вр      | Эльмаддин Мамедов     |  |
| 4  | Флаг Кыргызстана  | Защ     | Вениамин Шумейко      |  |
| 5  | Флаг Кыргызстана  | ПЗ      | Анатолий Власичев     |  |
| 6  | Флаг Кыргызстана  | Нап     | Касымбек Зиятов       |  |
| 7  | Флаг Кыргызстана  | ПЗ      | Бахтияр Дуйшобеков    |  |
| 8  | Флаг Кыргызстана  | ПЗ      | Давлятжан Баратов     |  |
| 9  | Флаг Нигерии      | Нап     | Олувасен Алерива      |  |
| 10 | Флаг Нигерии      | ПЗ      | Давид Канди           |  |
| 11 | Флаг Кыргызстана  | Защ     | Бактай Таалайбек уулу |  |
| 16 | Флаг Кыргызстана  | ПЗ      | Бекбол Мусаев         |  |
| 17 | Флаг Кыргызстана  | Защ     | Эрлан Маширапов       |  |
| 19 | Флаг Кыргызстана  | ПЗ      | Чингиз Идрисов        |  |
| 20 | Флаг Украины      | ПЗ      | Валерий Мазур         |  |
| 21 | Флаг Кыргызстана  | ПЗ      | Роман Левченко        |  |

| №  |                  | Позиция | Имя                     |  |
| -- | ---------------- | ------- | ----------------------- |  |
| 22 | Флаг Кыргызстана | ПЗ      | Султанбек Момунов       |  |
| 24 | Флаг Кыргызстана | Защ     | Женишбек Маматемин уулу |  |
| 25 | Флаг Кыргызстана | ПЗ      | Элмирбек Кубанычбеков   |  |
| 26 | Флаг Кыргызстана | Защ     | Чынгыз Субанов          |  |
| 28 | Флаг Кыргызстана | Защ     | Данила Сокирченко       |  |
| 30 | Флаг Казахстана  | ПЗ      | Ирисдавлат Хакимов      |  |
| 33 | Флаг Кыргызстана | Вр      | Павел Матяш             |  |
| 35 | Флаг Кыргызстана | Вр      | Адам Абдулвагапов       |  |
| 41 | Флаг России      | ПЗ      | Андрей Зорин            |  |
| 44 | Флаг Кыргызстана | ПЗ      | Кубат Сагынбеков        |  |
| 47 | Флаг Кыргызстана | ПЗ      | Аманжан Жаныбек уулу    |  |
| 77 | Флаг Кыргызстана | ПЗ      | Руслан Адыль            |  |
| 99 | Флаг России      | Нап     | Михаил Губанов          |  |
|    | Флаг России      | ПЗ      | Валерий Мазур           |  |

## Тренеры
- Валерий Березовский (март — декабрь 2023)
- Андрей Канчельскис (декабрь 2023 — июль 2024)
- Вячеслав Левчук (июль — август 2024)
- Сергей Пучков (сентябрь — декабрь 2024)
- Александр Поклонский (январь — июнь 2025)
- Сергей Попов (июнь — август 2025)
- Сергей Пучков (с августа 2025 года)

## Статистика
| Лига  | Лига                  | Лига    | Лига | Лига | Лига | Лига | Лига | Лига | Лига | Кубок      |
| Сезон | Турнир                | Место   | И    | В    | Н    | П    | ГЗ   | ГП   | О    | Кубок      |
| ----- | --------------------- | ------- | ---- | ---- | ---- | ---- | ---- | ---- | ---- | ---------- |
| 2023  | Чемпионат Кыргызстана | 5 из 10 | 27   | 12   | 6    | 9    | 41   | 34   | 42   | Победитель |
| 2024  | Чемпионат Кыргызстана | 3 из 10 | 27   | 16   | 6    | 5    | 50   | 34   | 54   | Победитель |